# Nogle billeder fra Sønderborg og Dybbøl
|  | Denne artikel er oprettet af botten Steenthbot ud fra en ekstern database. Den kan derfor have sproglige fejl eller mangler. Denne skabelon kan fjernes efter kontrol af indholdet. |

Nogle billeder fra Sønderborg og Dybbøl er en dansk dokumentarfilm fra 1939 instrueret af Poul Juhl efter eget manuskript.

## Handling
Diverse billeder af Sønderborg bl.a. Sct. Marie Kirke, gader og stræder, rådhuset, havnen og Kong Christian d. X's Bro. Desuden optagelser af den årlige ringriderfest, forskellige krigergrave fra 1864 og Dybbøl Mølle.